# Saut à la perche masculin aux championnats du monde d'athlétisme 2003
Navigation
Edmonton 2001 Helsinki 2005
L'épreuve de saut à la perche masculin des championnats du monde d'athlétisme de 2003 s'est déroulée les 26 et 28 août de cette même année au Stade de France à Saint-Denis, près de Paris, remportée par l'Italien Giuseppe Gibilisco.
Aucun athlète français n'y prend part.

## Finale
| Rang               | Athlète             | Pays           | Essais | Essais | Essais | Essais | Essais | Essais | Essais | Essais | Essais | Marque | Notes |
| Rang               | Athlète             | Pays           | 5.30m  | 5.50m  | 5.60m  | 5.70m  | 5.75m  | 5.80m  | 5.85m  | 5.90m  | 5.95m  | Marque | Notes |
| ------------------ | ------------------- | -------------- | ------ | ------ | ------ | ------ | ------ | ------ | ------ | ------ | ------ | ------ | ----- |
| Médaille d'or      | Giuseppe Gibilisco  | Italie         | -      | -      | o      | -      | xx-    | o      | o      | o      | -      | 5.90 m | NR    |
| Médaille d'argent  | Okkert Brits        | Afrique du Sud | -      | -      | xo     | -      | xo     | -      | xo     | x-     | xx     | 5.85 m | SB    |
| Médaille de bronze | Patrik Kristiansson | Suède          | -      | -      | xo     | -      | o      | o      | xxo    | 3 x    |        | 5.85 m | PB    |
| 4                  | Dmitri Markov       | Australie      | -      | -      | xo     | -      | xo     | -      | xxo    | xx-    | x      | 5.85 m |       |
| 5                  | Tim Lobinger        | Allemagne      | -      | -      | o      | o      | xo     | o      | 3 x    |        |        | 5.80 m |       |
| 6                  | Timothy Mack        | États-Unis     | -      | xo     | o      | o      | 3 x    |        |        |        |        | 5.70 m |       |
| 6                  | Derek Miles         | États-Unis     | -      | xo     | o      | o      | 3 x    |        |        |        |        | 5.70 m |       |
| 8                  | Denys Yurchenko     | Ukraine        | -      | xo     | -      | o      | -      | xx-    | x      |        |        | 5.70 m | SB    |
| 9                  | Adam Kolasa         | Pologne        | o      | o      | o      | xo     | 3 x    |        |        |        |        | 5.70 m | SB    |
| 9                  | Vadim Strogalev     | Russie         | -      | o      | o      | xo     | -      | 3 x    |        |        |        | 5.70 m |       |
| 11                 | Viktor Chistiakov   | Australie      | -      | -      | o      | -      | 3 x    |        |        |        |        | 5.60 m |       |
| —                  | Daichi Sawano       | Japon          |        |        |        |        |        |        |        |        |        | DNS    |       |

### Légende
Records et Performances
- AR : Record continental (area record)
- CR : Record des championnats (championship record)
- MR : Record du meeting (meet record)
- NR : Record national (national record)
- OR : Record olympique (olympic record)
- PR : Record paralympique (paralympic record)
- PB : Record personnel (personal best)
- SB : Meilleure performance personnelle de la saison (season's best)
- WL : Meilleure performance mondiale de l'année (world leader)
- WJR : Record du monde junior (world junior record)
- WR : Record du monde (world record)

Circonstances et Conditions
- DNF : N'a pas terminé (did not finish)
- DNS : N'a pas pris le départ (did not start)
- DQ : Disqualification (disqualification)
- NM : Aucun essai valable enregistré (No Mark)
- Q : Qualifié « directement » au prochain tour (ou à la prochaine compétition), lors d'une compétition majeure, grâce au classement ou à la réalisation des minima (automatic qualifier)
- q : Qualifié au prochain tour (ou à la prochaine compétition), lors d'une compétition majeure, grâce au repêchage ou à la réalisation de l'une des meilleures performances parmi celles des « non qualifiés directement » (grâce au meilleur temps ou à la meilleure distance par exemple) (secondary qualifier)

- Barre dépassée à telle ou telle hauteur (en mètres)
  - o : dès le 1er essai
  - xo : au 2e essai
  - xxo : au 3e essai
- 3 x : barre non dépassée au terme d'un maximum de 3 essais